# Solanum borgmannii
Solanum borgmannii är en potatisväxtart som beskrevs av Symon. Solanum borgmannii ingår i släktet skattor som ingår i familjen potatisväxter. Inga underarter finns listade i Catalogue of Life.